# Вавилонска кула (слика Бројгела)
Вавилонска кула била је тема три слике Питера Бројгела Старијег. Прва, минијатура насликана на слоновачи, насликана је док је сликар био у Риму и сада је изгубљена. Две сачуване слике, које се често разликују по префиксу „Велика“ и „Мала“, налазе се у Музеј историје уметности у Бечу и Музеју Боијманс ван Беунинген у Ротердаму. Оба дела су уља на дрвеним плочама.
Слика која се налази у Ротердаму је отприлике упола мања од оне која је у Бечу. У ширем смислу, имају потпуно исту композицију, али на нивоу детаља све је другачије, било у архитектури торња или у изгледу неба и пејзажа око куле. Бечка верзија има групу у првом плану, са главном фигуром, вероватно Нимродом, за кога се верује да је наредио изградњу куле, иако Библија то заправо не наводи. У Бечу се кула уздиже на ивици великог града, али ротердамска кула је на отвореном простору.
Слике приказују изградњу Вавилонске куле, коју је, према Књизи постања у Библији, изградило уједињено, једнојезично човечанство као знак свог достигнућа и да их спречило разуједињење.

## Опис и анализа
Бројгелов приказ архитектуре торња, са бројним луковима и другим примерима римског инжењерства, намерно подсећа на римски Колосеум који су хришћани тог времена видели као симбол и охолости и прогона. Бројгел је посетио Рим 1552–1553. По повратку у Антверпен, можда је освежио своје сећање на Рим кроз серију гравура главних знаменитости града које је направио издавач његових графика, Хијероним Кок, јер је укључио детаље Кокових гравура римских погледа у обе сачуване верзије Вавилонске куле.
Паралела Рима и Вавилона имала је посебан значај за Бројгелове савременике: Рим је био Вечни град, за који су цезари намеравали да траје заувек, а његово пропадање и пропаст су сматрани симболом таштине и пролазности земаљских напора. Торањ је такође био симбол верских превирања између Католичке цркве (која је у то време обављала све службе на латинском) и полиглотске протестантске религије која је била све популарнија у Холандији. Ова тема је можда имала специфичну актуелност, пошто је чувена Полиглотска Библија на шест језика, оријентир у библијској науци, објављена у Антверпену 1566. Иако се на први поглед чини да је торањ стабилан, након детаљнијег прегледа је очигледно да ниједан од слојева не лежи на правој хоризонтали. Тачније, кула је изграђена као узлазна спирала.
Лукас ван Валкенборх, Бројегелов савременик, такође је насликао Вавилонску кулу 1560-их и касније у својој каријери, вероватно након што је видео Бројгелов приказ.
Прича о Вавилонској кули (као она у Сауловом самоубиству, јединој Бројгеловој слици са старозаветном тематиком) тумачена је као пример кажњеног поноса, и то је без сумње оно што је Бројгел намеравао да илуструје својом сликом. Штавише, ужурбана активност инжењера, зидара и радника указује на другу поуку: узалудност многих људских напора. Бројгелово знање о грађевинским процедурама и техникама је значајно и тачно је у домену детаља слике. Вештина са којом је показао ове активности подсећа да је његова последња наруџбина, која је остала недовршена после његове смрти, била за серију документарних слика које бележе копање канала који повезује Брисел и Антверпен.
Обе куле су приказане као делимично изграђене са каменим облогама преко масивног цигленог оквира, што је типична техника у римској архитектури и градњи, коришћене при Колосеуму и другим великим римским грађевинама. Велика и формална архитектура ове врсте није уобичајено интересовање Бројгела ни као мотив за слике ни за цртеже, иако је била типична тема за многе његове савременике. Надин Оренштајн, говорећи о свом једином познатом цртежу зграда у Риму, закључује на основу детаља преузетих из Колосеума на обе слике Куле да их је „морао“ забележити на цртежима током своје посете десет година раније, али с обзиром на лако доступност отисака ово не изгледа коначно.
Не постоје сачувани цртежи који су студије за ову или било коју другу Бројгелову слику. Ово је упркос индикацијама да је Бројгел користио припремне студије. Обе верзије куле пуне су нивоа детаља који су највероватније прво разрађени у скицама. Осим недостатка планина, слике садрже главне састојке светског пејзажа, врсту композиције која је праћена у многим ранијим Бројгеловим пејзажима. Бечка кула је изграђена око веома стрме мале планине, која се види како вири из архитектуре у центру близу земље и десно више.
На бечкој слици налази се камени блок директно испред краља који је потписан и датиран „Bruegel. FE. M.CCCCC.LXIII ”(где је Бројгел ФЕ. скраћеница за „Brvegel a faint en”, француска за " [насликао] Бројегел, [1563]"). Насликана је за банкара из Антверпена Николаса Јонгхелинка, једног од Бројгелових најбољих мецена, који је поседовао најмање 16 његових слика.

## Галерија
Детаљи (бечка верзија)
- Принт Колосеума у  Риму, који је објавио Хијероним Кок 1551. године
- Краљ и пратња у посети градитељима. Бројгелов потпис је у доњем десном углу.
- Врх изнад облака
- Силуете зидара на највишем нивоу
- Кран
- Свод